# Paral·lel 10° nord
El paral·lel 10° nord és una línia de latitud que es troba a 10 graus nord de la línia equatorial terrestre. Travessa Àfrica, l'oceà Índic, Subcontinent Indi, el Sud-est d'Àsia, l'oceà Pacífic, Amèrica Central, Amèrica del Sud i l'oceà Atlàntic.

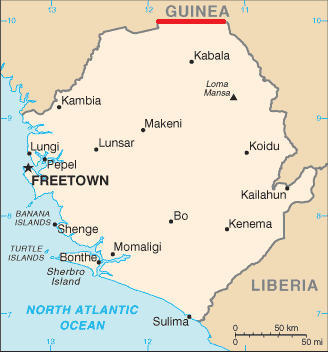
El paral·lel 10° nord defineix part de la frontera entre Sierra Leone i Guinea.

En aquesta latitud el sol és visible durant 12 hores i 43 minuts durant el solstici d'estiu i 11 hores, 33 minuts durant el solstici d'hivern. Una secció de la frontera entre Guinea i Sierra Leone és definida pel paral·lel. El Canal Deu Graus a l'oceà Índic rep el seu nom pel paral·lel.

## Al voltant del món
A partir del Meridià de Greenwich i cap a l'est, el paral·lel 10° nord passa per:
| Coordenades                               | País, territori o mar          | Notes                                                                                               |
| ----------------------------------------- | ------------------------------ | --------------------------------------------------------------------------------------------------- |
| 10° 0′ N, 0° 0′ E / 10.000°N,0.000°E      | Ghana                          | |
| 10° 0′ N, 0° 21′ E / 10.000°N,0.350°E     | Togo                           | |
| 10° 0′ N, 1° 21′ E / 10.000°N,1.350°E     | Benín                          | |
| 10° 0′ N, 3° 37′ E / 10.000°N,3.617°E     | Nigèria                        | |
| 10° 0′ N, 13° 15′ E / 10.000°N,13.250°E   | Camerun                        | |
| 10° 0′ N, 14° 17′ E / 10.000°N,14.283°E   | Txad                           | |
| 10° 0′ N, 14° 32′ E / 10.000°N,14.533°E   | Camerun                        | |
| 10° 0′ N, 15° 41′ E / 10.000°N,15.683°E   | Txad                           | |
| 10° 0′ N, 21° 23′ E / 10.000°N,21.383°E   | República Centreafricana       | |
| 10° 0′ N, 23° 36′ E / 10.000°N,23.600°E   | Sudan                          | |
| 10° 0′ N, 25° 0′ E / 10.000°N,25.000°E    | Sudan del Sud                  | |
| 10° 0′ N, 26° 7′ E / 10.000°N,26.117°E    | Sudan                          | |
| 10° 0′ N, 27° 50′ E / 10.000°N,27.833°E   | Abyei                          | Àrea controlada per Sudan, i reclamada per Sudan del Sud                                            |
| 10° 0′ N, 29° 0′ E / 10.000°N,29.000°E    | Sudan                          | |
| 10° 0′ N, 29° 32′ E / 10.000°N,29.533°E   | Sudan del Sud                  | |
| 10° 0′ N, 30° 28′ E / 10.000°N,30.467°E   | Sudan                          | |
| 10° 0′ N, 31° 30′ E / 10.000°N,31.500°E   | Sudan del Sud                  | |
| 10° 0′ N, 34° 0′ E / 10.000°N,34.000°E    | Sudan                          | |
| 10° 0′ N, 34° 13′ E / 10.000°N,34.217°E   | Etiòpia                        | |
| 10° 0′ N, 43° 3′ E / 10.000°N,43.050°E    | Somàlia                        | Passa a través de Somaliland                                                                        |
| 10° 0′ N, 50° 54′ E / 10.000°N,50.900°E   | Oceà Índic                     | Mar d'Aràbia · Passa just al sud de l'illa de Kalpeni, Índia · Mar de les Lacadives                 |
| 10° 0′ N, 76° 13′ E / 10.000°N,76.217°E   | Índia                          | Kerala — Passa a través de Kochi Tamil Nadu                                                         |
| 10° 0′ N, 79° 13′ E / 10.000°N,79.217°E   | Oceà Índic                     | Golf de Bengala · Canal Deu Graus (entre les Andaman i illes Nicobar, Índia) · Mar d'Andaman        |
| 10° 0′ N, 98° 10′ E / 10.000°N,98.167°E   | Myanmar (Burma)                | Illa de Zadetkyi Kyun a l'Arxipèlag de Mergui                                                       |
| 10° 0′ N, 98° 15′ E / 10.000°N,98.250°E   | Oceà Índic                     | Mar d'Andaman                                                                                       |
| 10° 0′ N, 98° 32′ E / 10.000°N,98.533°E   | Myanmar (Birmània)             | La part més meridional de la península birmana                                                      |
| 10° 0′ N, 98° 35′ E / 10.000°N,98.583°E   | Tailàndia                      | |
| 10° 0′ N, 99° 9′ E / 10.000°N,99.150°E    | Golf de Tailàndia              | Passa just al sud de l'Illa de Ko Tao, Tailàndia · Passa just al sud de l'Illa de Phú Quốc, Vietnam |
| 10° 0′ N, 105° 5′ E / 10.000°N,105.083°E  | Vietnam                        | |
| 10° 0′ N, 106° 39′ E / 10.000°N,106.650°E | Mar de la Xina Meridional      | Passa a través de les disputades Illes Spratly                                                      |
| 10° 0′ N, 118° 38′ E / 10.000°N,118.633°E | Filipines                      | Illa de Palawan                                                                                     |
| 10° 0′ N, 119° 0′ E / 10.000°N,119.000°E  | Mar de Sulu                    | |
| 10° 0′ N, 122° 42′ E / 10.000°N,122.700°E | Filipines                      | Illa de Negros                                                                                      |
| 10° 0′ N, 123° 13′ E / 10.000°N,123.217°E | Estret de Tañon                | |
| 10° 0′ N, 123° 14′ E / 10.000°N,123.233°E | Filipines                      | Illa de Cebu                                                                                        |
| 10° 0′ N, 123° 37′ E / 10.000°N,123.617°E | Estret de Cebu                 | |
| 10° 0′ N, 124° 3′ E / 10.000°N,124.050°E  | Filipines                      | Illa de Bohol                                                                                       |
| 10° 0′ N, 124° 34′ E / 10.000°N,124.567°E | Mar de Bohol                   | Passa just al sud de l'Illa de Leyte, Filipines                                                     |
| 10° 0′ N, 125° 12′ E / 10.000°N,125.200°E | Filipines                      | Illa de Panaon                                                                                      |
| 10° 0′ N, 125° 17′ E / 10.000°N,125.283°E | Estret de Surigao              | |
| 10° 0′ N, 125° 30′ E / 10.000°N,125.500°E | Filipines                      | Illes de Sibanac i Dinagat                                                                          |
| 10° 0′ N, 125° 40′ E / 10.000°N,125.667°E | Dinagat Sound                  | |
| 10° 0′ N, 126° 2′ E / 10.000°N,126.033°E  | Filipines                      | Illa de Siargao                                                                                     |
| 10° 0′ N, 126° 5′ E / 10.000°N,126.083°E  | Oceà Pacífic                   | |
| 10° 0′ N, 139° 37′ E / 10.000°N,139.617°E | Micronèsia                     | Passa a través de l'atol·ló Ulithi                                                                  |
| 10° 0′ N, 139° 48′ E / 10.000°N,139.800°E | Oceà Pacífic                   | passa just al nord d'Ujelang, Illes Marshall · Passa just al sud de Wotho, Illes Marshall           |
| 10° 0′ N, 169° 1′ E / 10.000°N,169.017°E  | Illes Marshall                 | Passa a través de Likiep                                                                            |
| 10° 0′ N, 169° 7′ E / 10.000°N,169.117°E  | Oceà Pacífic                   | |
| 10° 0′ N, 85° 43′ O / 10.000°N,85.717°O   | Costa Rica                     | Passa a través de the Golf de Nicoya passa just al nord de San José                                 |
| 10° 0′ N, 83° 2′ O / 10.000°N,83.033°O    | Mar Carib                      | |
| 10° 0′ N, 75° 34′ O / 10.000°N,75.567°O   | Colòmbia                       | |
| 10° 0′ N, 72° 58′ O / 10.000°N,72.967°O   | Veneçuela                      | Passa a través del llac Maracaibo                                                                   |
| 10° 0′ N, 62° 8′ O / 10.000°N,62.133°O    | Oceà Atlàntic                  | Passa just al sud de the Illa de Trinidad, Trinitat i Tobago                                        |
| 10° 0′ N, 14° 2′ O / 10.000°N,14.033°O    | Guinea                         | |
| 10° 0′ N, 11° 53′ O / 10.000°N,11.883°O   | Frontera Guinea / Sierra Leone | |
| 10° 0′ N, 11° 12′ O / 10.000°N,11.200°O   | Guinea                         | |
| 10° 0′ N, 8° 8′ O / 10.000°N,8.133°O      | Costa d'Ivori                  | |
| 10° 0′ N, 4° 59′ O / 10.000°N,4.983°O     | Burkina Faso                   | |
| 10° 0′ N, 2° 46′ O / 10.000°N,2.767°O     | Ghana                          | |